# 南城大輔
南城 大輔（なんじょう だいすけ、1977年3月5日 - ）は、中京圏を拠点とするクラブDJ、テレビタレント、モデル。

## 人物紹介
静岡県島田市生まれ、愛知県名古屋市育ち。
星城高等学校在学中にオーストラリア・シドニーに留学し、留学先の友人がクラブDJをしていたことからDJを始める。大学で英語教育を専攻するかたわらモデル・タレント事務所に所属。卒業後はZIP-FMのADを経て、第8回ミュージックナビゲーターコンテストの準グランプリに選ばれたことを機に2002年（平成14年）にZIP-FMでラジオDJデビュー。モータースポーツ業界（特に2輪）に幅広い交流を持つ。特にプロライダーの芳賀紀行とは公私共に縁があり、ホームページも共通のものである。FIMスーパーバイク世界選手権などのテレビ実況を務める。

## 出演・司会・執筆活動一覧

### DJデビュー以前
- 明石家マンション物語 （フジテレビ）
- キャイ〜ンのギャロンパ （中京テレビ）

### 2002年まで
- FMシアター （NHK-FM放送）
- ZONE4 （ZIP-FM） - 金曜 25:00～31:00
- らぶらぶ屋 （CBCテレビ）
- mini mini （テレビCM）

### 2003年まで
- ZONE4 （ZIP-FM） - 水曜 24:00～30:00、金曜 24:00～31:00
- Tomb Raider （メ～テレ）
- "コカ・コーラ" 鈴鹿8時間耐久ロードレース 第26回大会8耐前夜祭 総合司会
- Schwarzkopf 『Studio Brand-new in Nagoya』
- 世界MotoGP 開幕戦 SKYY VODKA Grand Prix 『DUCATI Events』

### 2004年まで
- ZONE4 （ZIP-FM） - 水曜 24:00～30:00、金曜 24:00～31:00
- EVENING DRIVE （ZIP-FM） - 月・火曜 17:00～21:00
- "コカ・コーラ" 鈴鹿8時間耐久ロードレース 第27回大会 （DUCATI OFFICIAL BOOTH）
- 20th Anniversary 大阪モーターサイクルショウ2004

### 2005年まで
- FRIDAY DANCE TRAX （ZIP-FM） - 金曜 20:00～24:00
- SATURDAY GO AROUND （ZIP-FM） - 土曜 15:00～19:00
- SUPER GT 『DENSO Events』
- 名古屋東急ホテル 『Wedding Park』
- MSN Website 『健康とこころ』
- 昭文社 『マップルマガジン '05 名古屋ベストスポット』
- プロトコーポレーション 『GOO』 『GOO WORLD』 『GOO BIKE』 各誌での連載

### 2013年まで
- ZIP DANCE HITS 20（ZIP-FM） - 日曜 21:00～23:00
- RADIO KICK（ZIP-FM） - 月曜・火曜 19:00～23:00
  - おっぱい検定 - RADIO KICK内、毎週火曜日20時45分前後
  - くちびる検定 - RADIO KICK内、毎週火曜日21時30分前後

### 2018年3月まで
- SWAG #41（ZIP-FM） - 金曜 20:00〜23:00
- ZDM（ZIP-FM） - 日曜 24:00～25:00

### 2019年3月まで
- DANCEMAN（ZIP-FM） - 金曜 20:00〜23:00

### 現在
- DUAL DANCE BEAT（ZIP-FM） - 金曜 19:00〜21:00、2020年4月3日～2022年9月30日
- SATURDAY GO AROUND（ZIP-FM） - 土曜 16:00〜19:00、2005年4月2日～2007年3月31日・2016年4月2日～2023年3月25日
- SUNDAY FUNDAY!（東海ラジオ） - 日曜 10:00～13:55、2022年4月3日～9月25日
- LIFE HACKERS！（東海ラジオ）- 月～金曜 11:00～13:00、2022年9月26日～

### イベント
- FIM・スーパーバイク世界選手権 テレビ実況中継 （J SPORTS）
- AISIN Seahorses （バスケットボール全日本総合選手権・JBLスーパーリーグ） ホームゲームMC
- DENSO IRIS （バスケットボール女子日本リーグ機構・Wリーグ） ホームゲームMC